# Braxton Miller
Braxton Miller (* 30. November 1992 in Springfield, Ohio) ist ein US-amerikanischer American-Football-Spieler, der gegenwärtig Free Agent ist. Er spielte College Football für die Ohio State Buckeyes als Quarterback, bevor er 2015 auf die Position des Wide Receivers wechselte. Im NFL Draft 2016 wurde er in der dritten Runde von den Houston Texans ausgewählt.

## Highschool
Vor seinem ersten Highschool-Jahr zog er von Springfield (Ohio) nach Huber Heights (Ohio), um dort die Wayne High School zu besuchen. In dieser Zeit war er u. a. Finalist bei der Auszeichnung für den Associated Press Mr. Football Award.
Am 2. Juni 2010 entschied er sich für das Stipendium der Ohio State University. Andere Angebote erhielt er u. a. von der University of Alabama, University of Cincinnati, University of Florida, University of Georgia, University of Illinois, University of Kentucky, University of Michigan, University of North Carolina, University of Notre Dame, University of Tennessee, University of Southern California, University of West Virginia und University of Wisconsin.

## College-Karriere

### 2011
In seiner ersten Saison war Miller der Ersatz-Quarterback hinter Joe Bauserman, kam allerdings trotzdem im ersten Spiel gegen die Akron Zips sofort zum Einsatz. Dabei brachte er 8 von 12 Pässen erfolgreich an den Mann bei 130 Yards Raumgewinn und einem Touchdown. Nachdem er in den nächsten zwei Spielen fast keine Spielzeit erhalten hatte, wurde er für die vierte Partie der Saison zum Starting Quarterback ernannt. Gegen die Colorado Buffaloes machte er sein bis dato bestes Spiel, in dem er bei nur 83 Passing Yards 2 Touchdownpässe warf und ebenfalls 83 Yards erlief. Sein zweiter Start war bei der 7:10-Niederlage gegen die Michigan State Spartans jedoch nicht sehr erfolgreich. Er vervollständigte nur 5 von 10 Pässen für 56 Yards und warf eine Interception. Außerdem wurde Miller mehrere Male für insgesamt 27 Yards Raumverlust gesackt. Im nächsten Spiel gegen Nebraska erlitt Miller eine Knöchelverletzung und musste im dritten Viertel ausgewechselt werden. Nach seiner Auswechslung verspielten die Buckeyes eine 27:6-Führung und verloren 27:34 mit Bauserman als Quarterback. In der nächsten Woche besiegten sie mit starkem Laufspiel die bis dahin in 6 Spielen ungeschlagene Illinois Fighting Illini. Im letzten Spiel der Saison gewann Ohio durch einen Last-Minute-Touchdown-Pass über 40 Yards von Miller gegen die Wisconsin Badgers.
Nach der Saison wurde Miller als siebtem Spieler überhaupt in der Geschichte der Ohio State University der Freshman of the Year Award der Big-10 Conference verliehen.
Er beendete die Saison mit 11 Passing- und 10 Rushing-Touchdowns bei 1.692 Yards Raumgewinn.

### 2013
Als Starting-Quarterback führte er die Buckeyes mit 12 Siegen ungeschlagen zum Conference-Titel. Nach der Saison, welche mit Niederlagen im Big Ten Championship Game und im Orange Bowl endete, wurde er zum Big Ten Offensive Player of the Year gewählt. Miller erzielte im Passspiel über 2.000 Yards und im Laufspiel mehr als 1.000 Yards Raumgewinn.

### 2014
Nachdem Miller 2013 als Junior eine hervorragende Saison gespielt hatte, galt er vor seiner letzten Spielzeit am College als Kandidat für den Gewinn der Heisman Trophy. Allerdings verletzte er sich noch vor dem ersten Spieltag an der Schulter und fiel für die komplette Saison aus.

### 2015
Auf Grund des Überangebotes an guten Quarterbacks bei Ohio State entschied sich Miller vor der Saison, einen Positionswechsel zu vollziehen und zukünftig als Wide Receiver aufzulaufen.

## NFL
Im NFL Draft 2016 wurde er als insgesamt 85. Spieler und damit in der dritten Runde von den Houston Texans ausgewählt. Im Rahmen der finalen Kaderverkleinerung auf 53 Spieler vor Beginn der Regular Season 2018 wurde er entlassen. Am 10. September 2018 gaben die Philadelphia Eagles die Verpflichtung Millers für ihr Practice Squad bekannt.